# トヨタ・90C-V
トヨタ・90C-V (Toyota 90C-V) は、1990年全日本スポーツプロトタイプカー耐久選手権（JSPC）、世界スポーツプロトタイプカー選手権（WSPC）、およびル・マン24時間レース参戦用にトヨタが開発したグループCカー。

## 概要
基本的に前年型89C-Vの進化版だが、88C-V以降使用されたキャッツアイ型ヘッドライトは、他のCカーにも見られる一般的な4灯型ヘッドライトに変更された。
エンジンも89C-Vと同じR32V型 3.2リットルV型8気筒ツインターボだが、シーズン途中には3.6リットルに拡大された新エンジンR36V型を投入した。89C-Vではエンジンが前傾されてマウントされていたが、90C-Vでは水平にマウントされている。
ブレーキローターはカーボン化されたが、信頼性を重視してル・マンではスチール製を使用している。
タイヤはトムスはブリヂストンを、サードはダンロップをそれぞれ使用した。

## 戦績

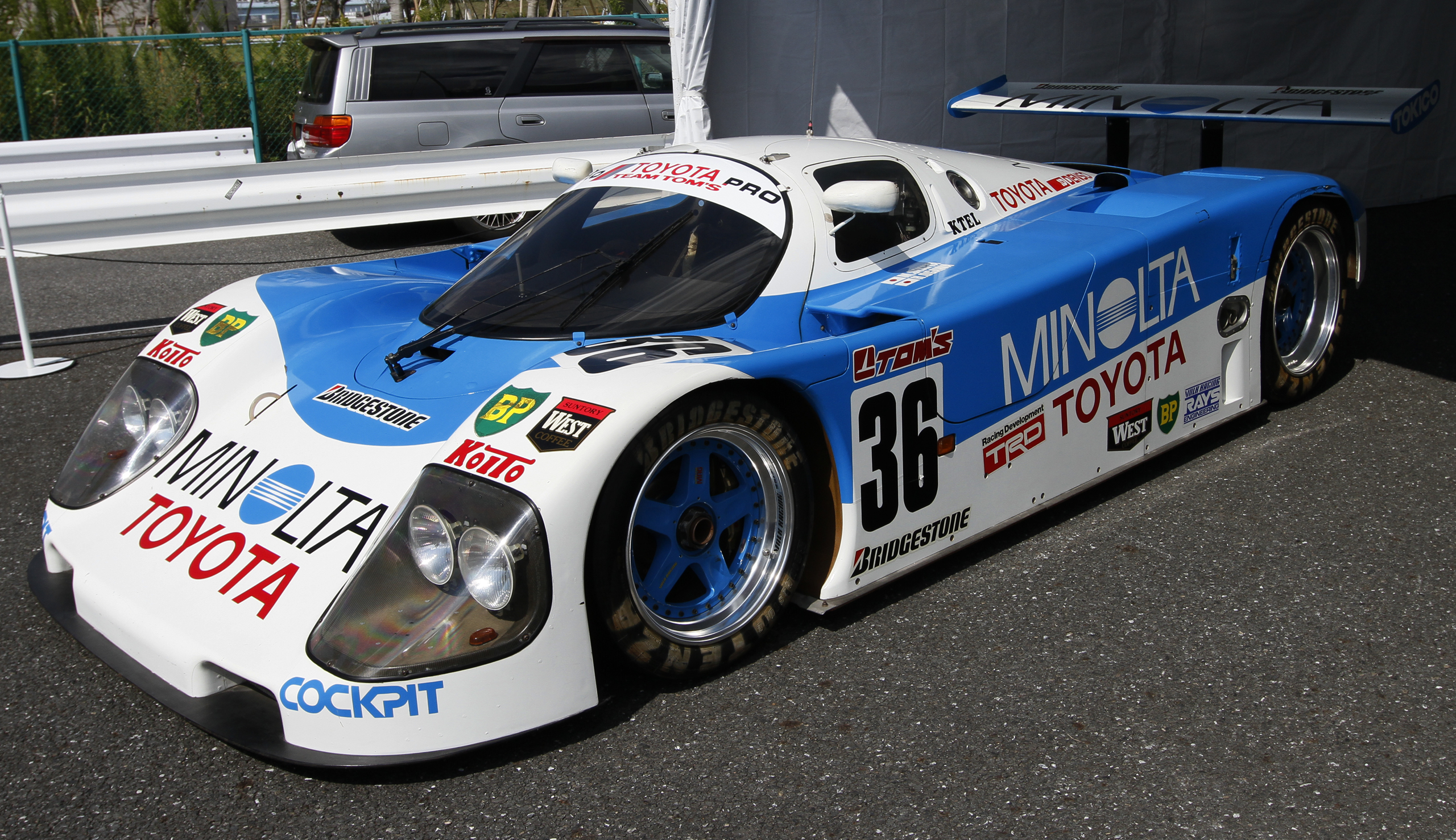

### 1990～1991年のJSPC
90C-Vのデビュー戦はJSPC開幕戦富士500kmでトムスの1台のみエントリー。サードは89C-Vを使用。デビュー戦をポールトゥウィンで優勝した。トヨタはこれまでもJSPCで勝利を挙げているが、すべて燃費的に楽な雨天レースでの勝利で、晴天でのレースの勝利はこれが初めてであった。ただしニッサンが15秒差で2位に入り、また5位までのマシンがトップと同一周回でゴールしており、ライバルたちとの差はわずかだった。
第2戦富士1000kmではトムスはR36Vを搭載した90C-Vと、R32V搭載の89C-VをTカーとして用意。サードもR32V搭載の90C-Vでエントリーした。トムスの90C-Vは雨となった予選で2番グリッドを獲得したが、マシンの信頼性を理由に決勝は予選で4位に入った89C-Vで出走することになった。サード90C-Vは予選5位に入った。決勝は大雨の中ペースカーが先導する中スタートし、数周後に中止が決定した。
ル・マン終了後最初のレースとなる第3戦富士500マイルにはトムス、サードともR36V搭載の90C-Vで出場。トムスは予選2位、サードは3位につけた。1位と4位にはワークスニッサンが入り、ル・マンでともに初入賞を果たしたトヨタ、ニッサンによる全面対決の様相を予選から早くも呈していた。

決勝レースはスタートからトップに立ったトムス90C-Vと2台のワークスニッサンの首位争いから日産23号車が脱落。ニッサン24号車との一騎討ちとなった。トムス90C-Vはニッサンとの差をコントロールしながらトップのまま走行していたが、残り21周でエンジントラブルでリタイア。前半を抑えめのペースで走り、後半に勝負をかける予定だったサード90C-Vもマシントラブルで7位。トヨタはノーポイントに終わり1位と3位に入ったニッサンと明暗を分けた。
第4戦鈴鹿1000kmからトムスはこれまでの36号車に加えて37号車もエントリーしトヨタは3台体制となった。予選ではその37号車がポールポジションを獲得。36号車は3位、サードも6位とそれぞれ好位置につけた。しかし決勝は不振でニッサンに独走優勝を許し、2位のプライベートのノバ・ポルシェにも敗れ、37号車の3位が最上位となった。36号車は4位でゴールしたがレース後に車両寸法違反が発覚し失格処分となり、サードは9位に終わった。
第5戦菅生500kmも引き続き3台体制でエントリーしたが、サードが90C-Vの挙動変化のシビアさを嫌ってマシンを89C-Vに戻すことになった。予選は37号車が2戦連続でポールポジションを獲得し、36号車も3位に入った。決勝レースは第4戦鈴鹿以上の不振で、36号車はレース序盤こそ首位争いに加わったがその後燃費が苦しくなって後退し6位に終わり、ポールスタートの37号車は8位と入賞圏外となった。ニッサンはおろかル・マン後に3.2リットルエンジンを供給されるようになったプライベートポルシェにも後塵を拝する結果に終わった。トヨタ勢最上位は89C-Vにスイッチしたサードの5位だった。
最終戦富士1000kmではトムスも36号車を89C-Vに戻し、90C-Vは37号車の1台のみとなった。37号車は予選6位からスタートし、決勝は189周目にミッショントラブルでリタイアした。優勝は前戦から89C-Vを走らせるサードで、雨の中のレースで巧みなピット戦略での勝利だった。
1991年の開幕戦富士500kmにはトムス2台、サード1台の計3台の90C-Vがエントリー。タイヤは全車ブリヂストンを使用した。サードが予選2位でトヨタ勢最上位となり、トムス36号車が予選5位、37号車が4位につけた。レースではニッサン勢のペースについていけず、36号車が1周遅れの3位、37号車が6位、サードはエンジンにミスファイアが出て11位に終わった。
第2戦富士1000kmではトムス36号車とサードがニューマシン91C-Vを使用。90C-Vは37号車の1台のみとなった。予選5位からスタートし決勝でも5位に入った。
第3戦から37号車も91C-Vにマシンを変更したため、これが90C-Vの最後のレースとなった。

### 1990年のル・マン24時間レース
1989年のル・マン24時間レースでトヨタは4時間持たずに全滅してレースを終えた。ル・マン終了後、関係者は社長の豊田章一郎に呼ばれ「おまえ達は相撲でいえば幕下だ。幕下には幕下なりの戦い方があるはずだ」と叱責を受けた。トヨタは1990年のル・マン24時間レースを完走を目標に戦うことにした。
1990年のル・マン24時間レースにトヨタはトムス2台、サード1台の3台体制で参戦。トムスの2台のうち1台はトムスGBが受け持った。エンジンは信頼性を考慮してR32Vを使用した。1989年のル・マンではポールポジション獲得に執念を見せたトヨタだが、この年は決勝レース重視の姿勢で予選に臨んだ。それでもトムス36号車が10位、トムス37号車が14位、サードが16位とまずまずの予選順位を獲得した。決勝では37号車がレース開始4時間後にトップのニッサンと接触して、サードは19時間目にエンジントラブルでそれぞれリタイア。ただ1台残った36号車は1日目午後にマシントラブルで後退した後、徐々に盛り返してレース終盤には7位を走行。ゴールまで残り15分となったところで2位を走っていたブルン・ポルシェがリタイアしたことにより6位でゴール。トヨタとして初のル・マン入賞を果たした。

### 1990年のWSPC
1990年のWSPCには前年に続いてトムスGBが参戦した。開幕戦の鈴鹿のみJSPC開幕戦で優勝したばかりのトムスがエントリーし、36、37、38号車の3台が出場した。38号車はサードがマシンメンテナンスを行った。エンジンは37号車のみR32Vで36、38号車はR36Vを使用した。予選では36号車が1位でトヨタは2年連続のポールポジションを獲得し、38号車が予選3位、37号車は予選6位を獲得した。決勝では36号車がスタートでリードを築き序盤ジャガーと首位争いをするが、後半は燃費が厳しくなり後退した。サード90C-Vは好調でメルセデス、ジャガーに次ぐ5位を走行した。レース終盤ジャガー、ニッサンと3位争いを繰り広げるがペナルティを受け後退し、その後ガス欠でリタイアした。37号車はエンジンの不調で20位に終わった。唯一完走した36号車が4位に入賞した。
鈴鹿以降の欧州ラウンドに入ってからは89C-Vと併用される形での参戦となったが、安定した性能を発揮できず、ポイント獲得はならなかった。シリーズランキング8位はポルシェを使用するプライベートチームにも劣る成績だった。
このマシンの開発における最大の失敗は、話し合いによってマシンの寸法を決め、特にホイールベースの数値は意見が分かれた際に話し合いで妥協して決定した値を採用したことにある。これにより操縦性に悪影響を及ぼしたため、特に雨のレースでは安定性に欠けるものとなった。また、専門家からはフロントのサスペンション・アームをそのまま移植したようなリヤサスペンションのレイアウトにも疑問がもたれていた。